# Jackie Tohn
Jaclyn Tohn (née le 24 août 1980) est une musicienne et actrice américaine. Elle est connue pour être membre de la série de Netflix, GLOW et pour avoir participé à l'émission American Idol saison 8, jusqu'en demi-finale. Elle a aussi fait partie de la série musicale Platinum Hit sur la chaîne Bravo en 2011.

## Biographie
Tohn est née et a grandi à Oceanside, Long Island, New York, seule fille deux enseignants d'éducation physique Alan et Bella Tohn. Elle a deux frères aînés. Tohn commence à jouer professionnellement à l'âge de 10 ans, en tant que figurante dans la série de PBS Ghostwriter. Elle étudie à la Boardman Middle School lorsqu'elle obtient son premier rôle important dans la sitcom de CBS, Une nounou d'enfer. Après l'école secondaire, elle entre à l'Université du Delaware et se spécialise dans l'enseignement. À l'automne 1998, elle fait partie du groupe a cappella The Deltones. En novembre 1999, elle joue dans la pièce en un acte « Propriété condamnée » par Tennessee Williams au Chapel Street Theatre.
Plus tard, elle part à Los Angeles avec sa mère et son agent de l'époque. Elle joue Tina dans Tony-n-Tina's Wedding au Henry Fonda Theatre de Los Angeles. Elle est également à l'origine du rôle de Joanie dans Body Snatchers: The Muscial à l'Odyssey Theatre à Los Angeles.
En mars 2004, elle joue dans la pièce Jewtopia au Coast Playhouse de West Hollywood à Los Angeles. Les producteurs décident alors d'aller jouer au  Westside Arts Theater à New York et elle les suit.
Elle commence à apprendre la guitare acoustique en avril 2004 et, en novembre 2005, elle publie un EP appelé The Golden Girl enregistré dans un studio à Tarrytown, New York. Elle joue au Pianos, au Living Room, à CBGB, à The Cutting Room etThe Rothko à New York et au Highland Grounds, The Mint et de Wizard Finger à Los Angeles.
En 2011, elle participe au concours d'écriture de chansons Platinum Hit sur la chaîne câblée Bravo, en tant qu'une des 12 aspirants auteurs-compositeurs. 
En 2016, elle est embauchée par Netflix pour jouer dans la série GLOW.

## Filmographie

### Cinéma
| Année | Titre                       | Rôle           | Notes           |
| ----- | --------------------------- | -------------- | --------------- |
| 2002  | Dawg                        | Eric Koyle     |                 |
| 2002  | Les Voyous de Brooklyn      | Mary Ann       |                 |
| 2007  | On the Lot                  | Jackie         | Court-métrage   |
| 2007  | Postal                      | Faith          |                 |
| 2008  | Giants of Radio             | Jamie Moran    | Film télévisuel |
| 2008  | Blood Camp                  | Linda          | Direct-to-video |
| 2011  | Monster of the House        | Isabelle       | Film télévisuel |
| 2015  | Jem et les Hologrammes      | Rebecca        |                 |
| 2015  | Bad Roomies                 | Jennifer       |                 |
| 2015  | Sisters                     | DJ             |                 |
| 2016  | Dad Friends                 | Jessica        | Film télévisuel |
| 2017  | CHiPs                       | Amy Stephenson |                 |
| 2018  | A Futile and Stupid Gesture | Gilda Radner   |                 |
| 2023  | Old Dads                    | Cara Brody     | Film Netflix    |

### Télévision
| Année     | Titre                                   | Rôle                     | Notes                                                             |
| --------- | --------------------------------------- | ------------------------ | ----------------------------------------------------------------- |
| 1994-1996 | Une nounou d'enfer                      | Tiffany Koenig, Francine | 2 épisodes                                                        |
| 1999      | Les Soprano                             | Heather Dante            | Épisode : « Révélations intimes »                                 |
| 2000      | Strangers with Candy                    | Heckler                  | Épisode : « Trail of Tears »                                      |
| 2003      | Angel                                   | Femme no 1               | Épisode : « Douce Béatitude »                                     |
| 2007      | Veronica Mars                           | B. A.                    | Épisode : « Monnaie de singe »                                    |
| 2007      | Philadelphia                            | Asriel                   | Épisode : « La bande trouve un bébé poubelle »                    |
| 2008      | The Closer : L.A. enquêtes prioritaires | Kim Reynolds             | Épisode : « Dernière coupe »                                      |
| 2010      | Memphis Beat                            | Delilah Boswell          | Épisode : « One Night of Sin »                                    |
| 2010      | Laugh Track Mash-Up                     | Tammy                    | Épisode : « Coopin' with M. Levy »                                |
| 2010-2011 | For a Green Card                        | Jackie                   | 4 épisodes                                                        |
| 2011      | Les Experts : Manhattan                 | Ainsley McCrea           | Épisode : « Tristes clowns »                                      |
| 2011      | Zeke et Luther                          | Lady Lucy                | Épisode : « Skate Video Awards »                                  |
| 2012      | Leçons sur le mariage                   | Andrea                   | Épisode : « Goodbye Dolly »                                       |
| 2014      | Castle                                  | Cyber-Rita               | Épisode: « Un Noël dans la mafia »                                |
| 2016      | The Good Place                          | Alexis                   | 2 épisodes                                                        |
| 2017-2019 | GLOW                                    | Melanie Rosen            | Rôle récurrent                                                    |
| 2018      | Drop the Mic                            | Elle-même                | Épisode : « WWE Superstars vs GLOW / Laila Ali vs Chris Jericho » |
| 2018      | WWE SmackDown                           | Elle-même                | Épisode: « The Road to WWE Extreme Rules 2018 Begins »            |
| 2024      | Nobody wants this                       | Esther Roklov            | Rôle récurrent                                                    |

## Discographie

### Albums studio
| Année | Album de détails                                       |
| ----- | ------------------------------------------------------ |
| 2009  | Beguiling - Sortie: 20 mars 2009 - Label: auto-produit |
| 2010  | 2.Yo - Sortie: 11 mai 2010 - Label: auto-produit       |